# Memory Lane Rockmuseum
Memory Lane Rockmuseum er et rock-, pop- og ungdomsmuseum med fokus på musik og ungdomsliv fra 1950'erne og frem til i dag. Museet åbnede 1. oktober 2014, og er beliggende på Fuglsøcenteret på Mols, ca 12 km fra Ebeltoft. På museet findes der mange genstande om musik og ungdomsliv gennem 6 årtier, som f.eks. Mick Jaggers maracas fra Rolling Stones-koncerten i Falkoner Centret i København 1965. Museets samling ejes af rockhistoriker, forfatter og mangeårig fritidsmusiker, Poul Nowack, Grenaa, og radiosamlingen af Per Rasmus Møller. 

## Eksterne kilder og henvisninger
- Museets websted

 Der er for få eller ingen kildehenvisninger i denne artikel, hvilket er et problem. Du kan hjælpe ved at angive troværdige kilder til de påstande, som fremføres i artiklen.

56°11′06″N 10°31′52″Ø / 56.1849°N 10.53112°Ø